# Maestro delle Storie di San Ladislao

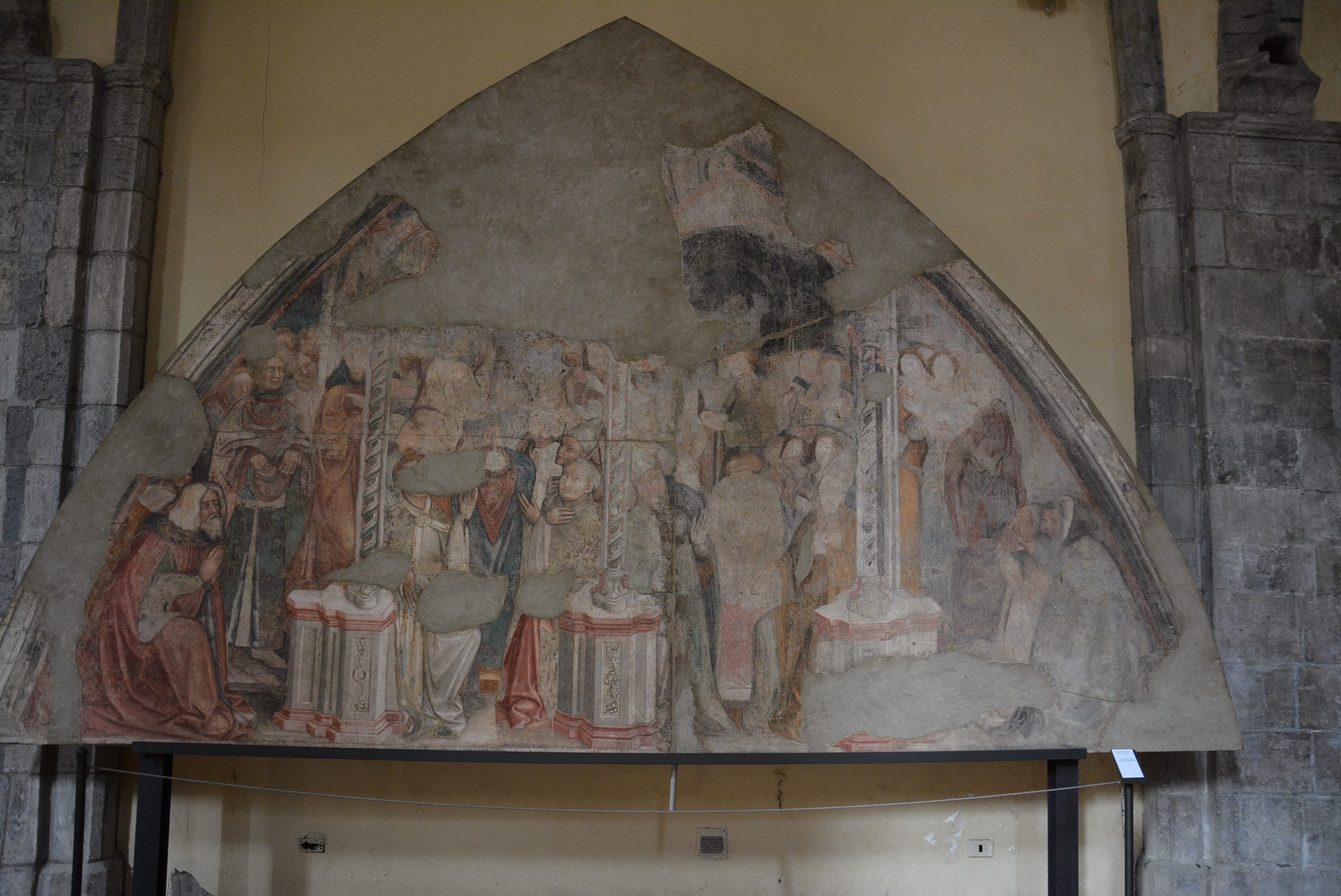
San Ladislao venera la corona di santo Stefano, opera del Maestro

Il cosiddetto Maestro delle Storie di San Ladislao (fine del XIV secolo – primo quarto del XV secolo) è stato un pittore italiano attivo nel primo quarto del XV secolo.

## Biografia
Di origini marchigiane, poco si conosce della sua vita e attivatà: nato alla fine del XIV secolo, è attivo soprattutto nella prima metà del XV secolo a Napoli; deve il suo nome ad un in ciclo di affreschi, dedicati a scene della vita di San Ladislao, dipinti nella chiesa di Santa Maria Incoronata, probabilmente commissionati da Ladislao I di Napoli.

## Opere
- Storie di san Ladislao:
  - Architettura illusonistica, chiesa di Santa Maria Incoronata, Napoli;
  - San Ladislao venera la corona di santo Stefano, chiesa di Santa Maria Incoronata, Napoli;
  - Battaglia di San Ladislao contro gli Uzi, chiesa di Santa Maria Incoronata, Napoli;
  - San Ladislao che si reca in chiesa per essere incoronato, chiesa di Santa Maria Incoronata, Napoli;
  - Storia della carità della pia Elena, chiesa di Santa Maria Incoronata, Napoli;
- Storie di Maria:
  - Madonna che offre una cappella a Gesù Bambino e santi con cartigli, chiesa di Santa Maria Incoronata, Napoli;
  - Sposalizio di Maria Vergine, chiesa di Santa Maria Incoronata, Napoli;
  - Nascita di Maria Vergine, chiesa di Santa Maria Incoronata, Napoli;
  - Presentazione di Maria Vergine al tempio, chiesa di Santa Maria Incoronata, Napoli;
  - Madonna in trono e sant'Anna, chiesa di Santa Maria Incoronata, Napoli;
- San Martino dona parte del mantello al povero, chiesa di Santa Maria Incoronata, Napoli;
- San Pietro, chiesa di Santa Maria Incoronata, Napoli;
- San Paolo, chiesa di Santa Maria Incoronata, Napoli;
- San Giorgio e il drago, chiesa di Santa Maria Incoronata, Napoli;
- San Pietro, sant'Anna Matterza e san Paolo, museo di Capodimonte, Napoli.